# Yadagirigutta
Yadagirigutta es una ciudad censal situada en el distrito de Yadadri Bhuvanagiri en el estado de Telangana (India). Su población es de 15232 habitantes (2011). 

## Demografía
Según el censo de 2011 la población de Yadagirigutta era de 15232 habitantes, de los cuales 7681 eran hombres y 7551 eran mujeres. Yadagirigutta tiene una tasa media de alfabetización del 75,88%, superior a la media estatal del 67,02%: la alfabetización masculina es del 85,33%, y la alfabetización femenina del 66,36%